# Cefalea
Per mal di testa o cefalea (dal greco κεφαλή, testa) si intende il dolore provato in qualsiasi parte della testa o del collo. Può essere un sintomo di diverse patologie. Il tessuto cerebrale di per sé non è sensibile al dolore, poiché manca di recettori adatti, perciò il dolore è percepito per via della perturbazione delle strutture sensibili che si trovano intorno al cervello. Nove zone della testa e del collo hanno queste strutture: il cranio (più esattamente, il periostio del cranio), muscoli, nervi, arterie e vene, tessuti sottocutanei, occhi, orecchie, seni paranasali e le mucose.
Vi è una serie di diversi sistemi di classificazione per il mal di testa. Il più riconosciuto è quello proposto dalla International Headache Society. La cefalea è un sintomo aspecifico, ciò significa che ha molte possibili cause. Il trattamento di un mal di testa dipende dall'eziologia, cioè dalla causa di fondo, ma comunemente prevede l'assunzione di analgesici.

## Storia

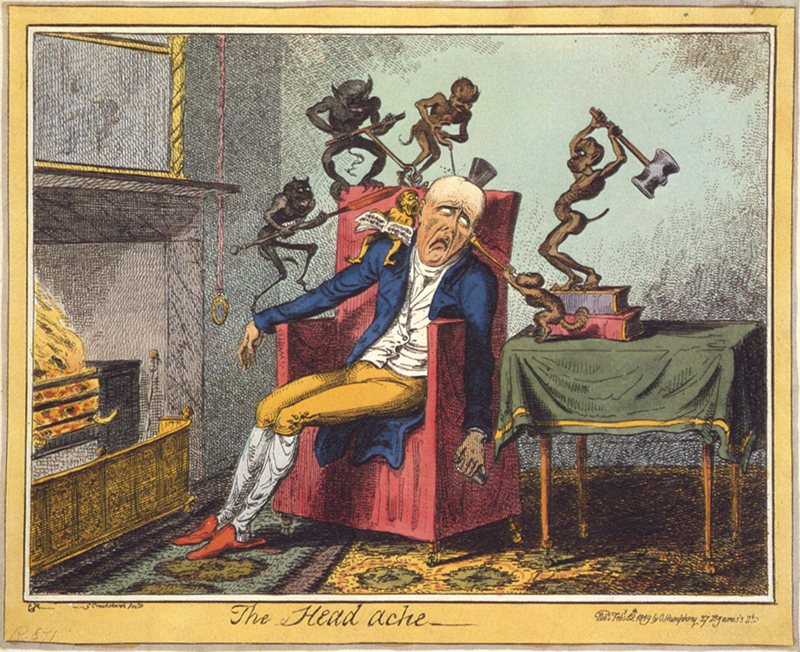
Una caricatura del 1819 di George Cruikshank raffigurante un mal di testa.

Il primo sistema di classificazione simile a quelli moderni fu pubblicato da Thomas Willis, nel trattato De Cefalea, nel 1672. Nel 1787 Christian Baur divise il mal di testa idiopatico (cefalee primarie) e sintomatico (cefalee secondarie) e definì 84 categorie.
Olesen e Coll nel 1981 dimostrarono in pazienti emicranici (ECA) un decremento del flusso ematico cerebrale che progrediva dalla regione occipitale alla frontale della corteccia cerebrale. Un'onda di vasocostrizione che progrediva alla velocità di 2–3 mm al minuto. In pratica si osservò una ipoperfusione iniziale seguita da una iperperfusione ed infine un rientro alla norma.
Nel 1944 si osservò il correlato elettrofisiologico: un'onda di depressione elettrica occipito-frontale e che faceva seguito ad un aumento improvviso di attività.
Welch rilevò nel contesto bassi livelli di magnesio all'inizio dell'attacco, fattore che poteva avere come risultato una maggiore irritabilità elettrica.

## Epidemiologia
Nel corso di un dato anno, il 90% degli individui soffre almeno una volta di mal di testa. Tra quelli che si recano al pronto soccorso, circa l'1% ha un grave problema di fondo.
Secondo un'indagine ad hoc condotta da Gfk Eurisko nel gennaio 2014, per 19 milioni di italiani il mal di testa è semplicemente “mal di testa”, un disturbo gestibile e sopportabile, mentre sono circa 4 milioni che dichiarano di soffrire di un mal di testa forte, distinto dal precedente, percepito come insopportabile.
Le cefalee primarie rappresentano oltre il 90% di tutti i mal di testa, e tra questi, la cefalea episodica di tipo tensivo è la più comune.
Si stima che le donne siano tre volte più inclini a soffrire di cefalea rispetto agli uomini. Inoltre, la prevalenza di questo particolare tipo di mal di testa sembra variare a seconda della specifica area del mondo in cui si vive. Tuttavia, l'emicrania appare essere provata dal 12% al 18% della popolazione.
Si ritiene che la cefalea a grappolo interessi meno dello 0,5% della popolazione, anche se la sua prevalenza è difficile da stimare, poiché è spesso scambiata per una patologia sinusale. Tuttavia, secondo i dati esistenti, cefalea a grappolo hanno maggiori probabilità di verificarsi in uomini che donne, dato che la condizione tende a colpire 5 a 8 volte più uomini.

## Cause
Vi sono oltre 200 tipi di mal di testa, che vanno da quelli innocui a quelli che presentano un pericolo di vita. La descrizione del mal di testa, insieme con i risultati di un esame neurologico, determina la necessità di ulteriori indagini e il trattamento più appropriato.

### Cefalee primarie
I tipi più comuni di mal di testa sono le "cefalee primarie", come la cefalea tensiva e l'emicrania. Essi hanno caratteristiche tipiche; l'emicrania, per esempio, tende ad avere un carattere pulsante che colpisce un lato della testa ed è associata a nausea. Cefalee primarie più rare sono la nevralgia del trigemino, la cefalea a grappolo e l'emicrania continua (un mal di testa continuo su un lato della testa).

### Cefalee secondarie
La cefalea può essere causata da problemi in altre parti della testa o del collo. Alcuni di questi non sono dannosi, come ad esempio la cefalea cervicale che deriva dai muscoli del collo. Un uso eccessivo dei farmaci antidolorifici può verificarsi in coloro che li usano per combattere il mal di testa e ciò paradossalmente può portare ad un peggioramento dei sintomi.
Un certo numero di segni e sintomi possono far sospettare che vi sia una causa di cefalea secondaria grave e potenzialmente pericolosa. Un certo numero di "red flag" che si manifestano in coloro che soffrono di cefalea possono consigliare indagini più approfondite, generalmente affidate ad uno specialista. Questi "red flag" possono essere ad esempio una cefalea di nuova insorgenza ad un'età superiore ai 50 anni, una cefalea molto forte che si sviluppa in pochi minuti (cefalea a rombo di tuono), la presenza anche di una incapacità di muovere un arto o anomalie all'esame neurologico, confusione mentale, svegliarsi dal mal di testa, un mal di testa che peggiora con cambiamenti della postura, cefalea aggravata da sforzi o dalla manovra di Valsalva, perdita visiva o anomalie visive, claudicatio della mandibola, rigidità del collo, febbre nelle persone con HIV, cancro o presenza di fattori di rischio per trombosi.
Il mal di testa a "rombo di tuono" può essere l'unico sintomo dell'emorragia subaracnoidea, una forma di ictus in cui il sangue si accumula intorno al cervello, spesso dopo la rottura di un aneurisma cerebrale. Il mal di testa accompagnato da febbre può essere indice di una meningite, in particolare se vi è la presenza di segni di meningismo (incapacità di flettere il collo in avanti), mentre la confusione può essere indicativa di encefalite (infiammazione del cervello, di solito a causa di particolari virus). La cefalea che viene aggravata in seguito ad uno sforzo o al cambiamento di postura può essere causata da un aumento della pressione intracranica, spesso ciò si accentua di mattina ed è associato a vomito. L'aumento della pressione intracranica può essere dovuto a tumori cerebrali, ipertensione intracranica idiopatica (IIH, più comune nelle donne giovani in sovrappeso) e talvolta dalla trombosi del seno venoso cerebrale. Un mal di testa che si presenta con debolezza in una parte del corpo può indicare un ictus (emorragia intracranica o ematoma subdurale) o un tumore al cervello. La cefalea nelle persone anziane, in particolare se associata a sintomi visivi o claudicatio della mandibola, può indicare arterite a cellule giganti (GCA), in cui la parete del vaso sanguigno è infiammato e così viene ostacolato il flusso di sangue. L'avvelenamento da monossido di carbonio può portare a mal di testa, nausea, vomito, vertigini, debolezza muscolare e visione offuscata. Il glaucoma (aumentata pressione acuta nel bulbo oculare) può portare a mal di testa, soprattutto intorno agli occhi, così come anomalie della vista, nausea, vomito e un occhio rosso con la pupilla dilatata.

#### Cefalee da lesioni intracraniche
1. Cefalee da processi occupanti spazio
Si manifestano in seguito a processi intracranici quali tumori ed aneurismi che causano trazione delle strutture algo-sensibili. Spesso la cefalea costituisce il sintomo d'esordio dei tumori sovra- e sottotentoriali, localizzata rispettivamente in sede occipitale e frontale, di frequente accompagnata da varie sindromi neurologiche e da segni di ipertensione endocranica quali vomito a getto e papilla da stasi. Questo tipo di cefalea è caratterizzata dal fatto che si presenta sempre nella stessa sede e tende ad aumentare di frequenza ed intensità. Le cefalee dovute ad ascessi cerebrali sono caratteristicamente precedute da episodi di sinusite od otite. Gli aneurismi, oltre alla cefalea, producono sindromi complesse (sindrome chiasmatica, del seno cavernoso, esoftalmo pulsante con eventuale soffio oculare).
2. Cefalee da modificazioni pressorie liquorali

1. La maggior parte dei casi fa seguito ad una puntura lombare, causante stiramenti encefalici dovuti alla caduta della pressione liquorale e irritazione meningea conseguente alla puntura stessa. Generalmente un aumento della pressione liquorale, se distribuito in maniera uguale, non causa cefalea, ma il sintomo si presenta in caso di incremento pressorio localizzato. Queste cefalee sono di qualità pulsante, localizzate in regione occipitale con eventuale diffusione frontale, cervicale e dorsale; si attenuano in posizione supina e vengono aggravate dall'ortostatismo. Durano in media 24-72 ore.
2. Cefalee da alterazioni meningee
Le due cause principali di irritazione meningea sono le meningiti e le emorragie subaracnoidee. In questi casi accanto alla cefalea, oltre a sintomi neurologici focali, è spesso presente rigidità nucale.

#### Cefalee da lesioni extracraniche
1. Cefalee oculari
Le cause più frequenti sono il glaucoma ad angolo acuto, l'uveite, la cheratite ed i vizi di rifrazione non corretti.
2. Cefalee da cause nasali o paranasali
Sono caratterizzate da dolore profondo, pulsante, con senso di ingombro, con apice al mattino e miglioramento durante il giorno; migliora con la posizione eretta. La localizzazione varia a seconda del seno interessato. L'infiammazione e l'otturazione sono le cause più comuni.
3. Cefalee da patologie auricolari 
Conseguenti ad otiti esterne, medie o a mastoiditi. Localizzate principalmente in zona temporale con eventuale irradiamento occipitale, cervicale e faringeo.
4. Cefalee odontogene
Generalmente da interessamento infiammatorio del trigemino a seguito di patologie dentali.
5. Cefalee post-traumatiche

1. Possono essere causate da alterazioni vascolari e contratture muscolari residuate in seguito ad un trauma, ma più spesso la componente emotiva è il fattore mantenente principale. In alcuni casi alla cefalea possono accompagnarsi vertigini.

#### Cefalee da nevralgie
Possono riguardare i nervi cranici o altri nervi. Caratteristica è l'evocabilità del dolore in seguito allo stimolo di territori particolari, le cosiddette "zone trigger". Il dolore è violento, dura 30-60 secondi, con distribuzione ai territori serviti dal nervo interessato:
1. trigemino: unilaterale, mascellare o mandibolare
2. glossofaringeo: orecchio profondo, regione tonsillare, faringe, laringe superiore e radice della lingua; spesso scatenato dal parlare o dal mangiare
3. genicolato: orecchio profondo
4. laringeo superiore: porzione laringea superiore
5. plesso timpanico

#### Cefalee da patologie internistiche
1. Cefalee da patologie vascolari
TIA e ictus tromboembolico
arteriti (arterite temporale di Horton)
dissezione arteria carotide o vertebrale
post-endoarteriectomia
ipertensione arteriosa (essenziale, da feocromocitoma, maligna, eclampsia e pre-eclampsia)
2. Cefalee da sostanze (assunzione/sospensione)
nitrati, nitriti
Anidride carbonica
Alcool
Estrogeni
Abuso di analgesici o ergotamina
Astinenza da caffeina, oppiacei, ergotamina
3. Cefalee da infezioni non craniche
Virali (post-erpetica)
Batteriche
4. Cefalee metaboliche 
Ipossia
Ipercapnia
Ipoglicemia
Emodialisi
5. Altre cause
Ingestione di bevande fredde
Colpo di calore/di sole
Tosse (Cefalea da tosse)
Attività fisica/sessuale
Tensione pre-mestruale
Contrazioni muscolari psicogene, posture anomale, somatizzazioni

## Fisiopatologia
Il cervello non è sensibile al dolore, poiché manca di recettori per percepirlo. Tuttavia, diverse zone della testa e del collo hanno nocicettori, e possono quindi sentire il dolore. Questi includono le arterie extracraniche, le grandi vene, i nervi cranici e spinali, i muscoli della testa e del collo e delle meningi.
Il mal di testa spesso deriva da una trazione o dalla irritazione delle meningi e dei vasi sanguigni. I nocicettori possono anche essere stimolati da traumi cranici o tumori e quindi causare mal di testa. Inoltre il loro stimolo può avvenire in seguito a stress, dilatazione dei vasi sanguigni e la tensione muscolare. Una volta stimolato un nocicettore invia un messaggio dalla fibra nervosa alle cellule nervose del cervello, segnalando che una parte del corpo fa male.
La fisiopatologia delle cefalee primarie è ancora più difficile da determinare rispetto alle cefalee secondarie. Sebbene il meccanismo che porta a emicrania, cefalea a grappolo e cefalea tensiva non sia ancora ben compreso, vi sono state diverse teorie nel corso del tempo che tentano di fornire una spiegazione di ciò che accade esattamente nel cervello. Una delle più antiche teorie è conosciuta come teoria vascolare ed è stata formulata a metà del XX secolo. Tale teoria è stata proposta da Wolff e riteneva la vasocostrizione intracranica come l'evento responsabile per l'aura di emicrania. Il mal di testa è stato creduto di derivare dalla successiva ripresa della dilatazione dei vasi sanguigni che porta alla attivazione dei nervi nocicettivi perivascolari. Gli sviluppatori di questa teoria hanno preso in considerazione i cambiamenti che si verificano all'interno dei vasi sanguigni al di fuori del cranio, quando si verifica un attacco di emicrania e altri dati che erano disponibili a quel tempo, tra cui l'effetto dei vasodilatatori e vasocostrittori sul mal di testa.
L'approccio neurovascolare verso le cefalee primarie è attualmente accettato dalla maggior parte degli specialisti. Secondo questa recente teoria, le emicranie sono dovute ad una complessa serie di eventi neurali e vascolari. Diversi studi hanno concluso che le persone che soffrono di emicrania, ma non mal di testa, hanno uno stato di ipereccitabilità neuronale nella corteccia cerebrale, in particolare nella corteccia occipitale. Le persone che sono più suscettibili all'emicrania senza mal di testa sono quelle che hanno una storia familiare di emicrania, le donne e le donne che stanno vivendo cambiamenti ormonali o che stanno assumendo la pillola anticoncezionale o la terapia ormonale sostitutiva.

### Ruolo della serotonina
Molte osservazioni indicano che le piastrine dei pazienti emicranici sono caratterizzate da una condizione di iperaggregabilità. Durante un attacco la 5HT piastrinica aumenta per poi diminuire; si è evidenziato il rilascio e l'aumentata escrezione di metaboliti. La 5HT rilasciata ha un effetto vasocostrittore, ma assieme ad alcuni neuropeptidi sensibilizza la parete dei vasi ematici inducendo una vasodilatazione.
Esistono almeno 7 recettori per la 5HT. Si trovano nelle meningi, in alcuni strati della corteccia, nelle strutture più profonde e nei nuclei tronco encefalici. Stimolati, i recettori 5HT1 interrompono un attacco emicranico; il blocco dei 5HT2 può prevenire il verificarsi degli attacchi. Dunque sia agonisti che antagonisti serotoninici possono essere usati in terapia.
È dagli inizi degli anni ‘60 che Federigo Sicuteri, farmacologo e clinico italiano, evidenzia variazioni nei livelli di serotonina sia prima che durante gli attacchi di cefalea. Quindi definisce la patogenesi serotoninica di questa patologia. Risultati successivi hanno corroborato questa impostazione consentendo l'evoluzione di numerosi serotonergici nella terapia della cefalea.

### La serotonina e la "teoria serotoninica dell'emicrania" - Le evoluzioni della teoria serotoninica
Nel 1974 Federigo Sicuteri propone la teoria serotoninica dell'emicrania, dopo averne rilevato il ruolo nelle cefalee ed aver dimostrato la potenza dei farmaci serotoninergici (Oliver Sacks). Nel proseguire le ricerche e l'osservazione dei dati clinici, è risultato evidente come il sistema, guidato dalla serotonina, fosse connesso ad altri sistemi quali il sistema ad acetilcolina e il sistema degli aminoacidi eccitatori.

### Ipotesi della "proteina-filtro"
Recentemente è stato ipotizzato che il sintomo cefalea sia dovuto al malfunzionamento di una proteina Gi (inibitrice) presente sulla membrana di tutte le cellule dell'organismo, la cui funzione sarebbe quella di selezionare le informazioni dirette al cervello. Un suo malfunzionamento permetterebbe quindi l'arrivo di stimoli in grado di scatenare le crisi cefalalgiche. Il cattivo funzionamento di questa proteina sarebbe ascrivibile ad un difetto genetico, il che giustificherebbe la predilezione della sintomatologia per determinati nuclei familiari e aprirebbe le porte a trattamenti genici mirati. È stato messo a punto un kit per la ricerca di questa proteina Gi nei leucociti. Ipoteticamente possibile anche un intervento a livello dell'adenilciclasi, enzima che, a causa dell'alterazione della proteina, si accumulerebbe in abbondanza nelle cellule, generando grandi quantità di cAMP responsabile dell'avvio della crisi dolorosa.

### Cefalea infantile
I bambini possono soffrire gli stessi tipi di mal di testa che affliggono gli adulti, anche se i sintomi da loro provati possono variare. Alcuni tipi cefalea riscontrabili nell'età giovanile sono: mal di testa da tensione, emicrania, cefalea cronica quotidiana, cefalea a grappolo e mal di testa del seno. Un apparecchio dentale e un copricapo ortodontico sono noti, a causa della costante pressione posta sulla zona della mascella, per causare occasionali o frequenti mal di testa negli adolescenti. Il 20% degli adulti che lamentano mal di testa riferiscono che hanno iniziato a soffrirne prima dei 10 anni, mentre il 50% prima dei 20 anni. L'incidenza dei mal di testa nei bambini e negli adolescenti è molto comune. Uno studio ha riportato che il 56% dei ragazzi e il 74% delle ragazze tra i 12 ei 17 anni di età aveva indicato di aver sperimentato una forma di mal di testa entro il mese precedente.
Le cause del mal di testa nei bambini possono comprendere un fattore o una combinazione di essi. Alcuni dei fattori più comuni sono la predisposizione (riscontrabile soprattutto nei casi di emicrania), trauma cranico da cadute accidentali, malattie e infezioni (come la sinusite, il raffreddore comune e l'influenza), fattori ambientali, fattori emotivi come stress, ansia e depressione, assunzione di particolari cibi e bevande, di caffeina o alimenti additivi. Inoltre, l'eccesso di attività fisica, di esposizione al sole o l'insonnia possono essere trigger specifici dell'emicrania.
Sebbene la maggior parte dei casi di mal di testa nei bambini siano considerati benigni, quando sono accompagnati da altri sintomi come ad esempio difficoltà di linguaggio, debolezza muscolare o perdita della visione, una più grave causa di fondo può essere sospettata. Gravi cause che devono essere valutate possono essere: idrocefalo, meningite, encefalite, ascesso, emorragie, tumori, coaguli di sangue o trauma cranico. In questi casi, la valutazione diagnostica può richiedere l'esecuzione di indagini strumentali quali la tomografia computerizzata o la risonanza magnetica per ricercare possibili patologie strutturali del sistema nervoso centrale.
Alcune misure possono aiutare a prevenire il mal di testa nei bambini. Alcune di esse possono essere quelle di bere molta acqua durante il giorno, evitando la caffeina, dormire a sufficienza e in modo regolare, mangiare pasti equilibrati e ridurre lo stress e l'eccesso di attività.

## Clinica

### Classificazione
La classificazione maggiormente utilizzata è la International Classification of Headache Disorders (ICHD), definita dalla International Headache Society (IHS) che ha pubblicato la seconda edizione nel 2004. Tale classificazione è accettata anche dall'OMS.
Esistono altri sistemi di classificazione e uno dei primi tentativi è stato pubblicato nel 1951. Il National Institutes of Health ha sviluppato un proprio sistema nel 1962.

#### International Classification of Headache Disorders
L'International Classification of Headache Disorders (ICHD) è una classificazione gerarchica della cefalea pubblicata dalla International Headache Society. Essa contiene criteri diagnostici operativi per le cefalee. La prima versione della classificazione, l'ICHD-1, è stata pubblicata nel 1988. La versione corrente, l'ICHD-3, è invece del 2013.
La classificazione utilizza codici numerici. Il livello superiore comprende 14 gruppi di mal di testa. I primi quattro di questi sono classificati come cefalee primarie, i gruppi dal 5 al 12 come cefalee secondarie, le nevralgie craniche, i dolori facciali di origine centrale e gli altri mal di testa sono inserite negli ultimi due gruppi.
La classificazione ICHD-2 definisce l'emicrania, la cefalea di tipo tensivo, la cefalea a grappolo e le cefalee trigeminali come i principali tipi di cefalee primarie. Inoltre, secondo la stessa classificazione, la cefalea lancinante, la cefalea causata da tosse e la cefalea coitale (che avviene in seguito ad un rapporto sessuale) vengono classificate come cefalee primarie. La cefalea cronica, la cefalea ipnica e la cefalea a rombo di tuono sono anch'esse considerate come cefalee primarie.
Le cefalee secondarie sono classificate in base alla loro eziologia e non sui loro sintomi. Secondo la classificazione ICHD-2, i principali tipi di mal di testa secondari includono quelli che sono dovuti a traumi alla testa o al collo, come il colpo di frusta, un ematoma intracranico, ad una craniotomia o ad altre lesioni alla testa o al collo. Il mal di testa causato eventi vascolari cranici o cervicali, quali l'attacco ischemico e l'attacco ischemico transitorio, l'emorragia intracranica non traumatica, malformazioni vascolari o arterite è anche definito come cefalea secondaria. Questo tipo di mal di testa può anche essere causato da trombosi venosa cerebrale o diversi disturbi vascolari intracranici. Altre cefalee secondarie sono quelle dovute a disturbi intracranici non vascolari come la bassa o alta pressione del liquido cerebrospinale, malattia infiammatoria non infettiva, neoplasia intracranica, attacco epilettico o altri tipi di disturbi o malattie intracraniche ma che non sono associato al sistema vascolare del sistema nervoso centrale. L'ICHD-2 classifica come cefalea secondaria anche i mal di testa che sono causati dall'ingestione di una determinata sostanza o dalla mancanza di essa. Questo tipo di mal di testa può derivare da un uso eccessivo di alcuni farmaci o dall'esposizione ad alcune sostanze. L'AIDS, le infezioni intracraniche e le infezioni sistemiche possono causare cefalee secondarie. Per l'ICHD-2 sono cefalee secondarie anche le situazioni associate a disturbi dell'omeostasi come quelle causate da emodialisi, ipotiroidismo, ipertensione e da digiuno. Le cefalee secondarie, secondo lo stesso sistema di classificazione, possono anche essere dovute alla presenza di una patologia a qualsiasi struttura facciale, tra cui: denti, mascella o arcata temporo-mandibolare. I mal di testa causati da disturbi psichiatrici, come disturbi di somatizzazione o psicosi, sono anch'essi classificati come cefalea secondaria.
La classificazione ICHD-2 classifica le nevralgie craniche e gli altri tipi di nevralgia in una categoria diversa. Secondo questo sistema, vi sono 19 tipi di nevralgie e mal di testa dovuti a diverse cause centrali di dolore facciale. Inoltre, l'ICHD-2 include una categoria che contiene tutti i mal di testa che non possono essere classificati.
Anche se il ICHD-2 è la classificazione più completa delle cefalee e comprende la frequenza nei criteri diagnostici di alcuni tipi di mal di testa (soprattutto cefalee primarie), non fa riferimento alla gravità, che è lasciata alla discrezione dell'esaminatore.

#### NIH
La classificazione NIH consiste di brevi definizioni di un numero limitato di cefalee.
Il sistema di classificazione NIH è più conciso e descrive solo cinque categorie di mal di testa. In questo caso, le cefalee primarie sono quelle che non presentano eziologia organica o strutturale. Secondo questa classificazione, il mal di testa può essere solo vascolare, miogenico, cervicale, da trazione e infiammatorio.

### Diagnosi differenziale
L'American College of Emergency Physicians ha prodotto delle linee guida sulla valutazione e sulla gestione dei pazienti adulti che hanno un mal di testa non traumatico di insorgenza acuta.
Mentre, statisticamente, i mal di testa hanno più probabilità di essere classificati come primari (non gravi e auto-limitanti), alcune specifiche sindromi di cefalea secondaria possono richiedere un trattamento specifico o possono essere segnali di allarme di altre gravi patologie. Effettuare una differenziazione tra cefalee primarie e secondarie può risultare difficile.
Quando si presentano ricorrenti e inspiegabili mal di testa è consigliabile tenere una sorta di "diario" dove segnare il tipo di dolore, i sintomi associati e i fattori aggravanti. Ciò potrebbe rivelarsi utile per determinare una causa specifica della cefalea, quale l'associazione con l'assunzione di determinati farmaci o di certi alimenti o delle mestruazioni.

### Imaging biomedico
Quando il mal di testa non rientra chiaramente in una delle cefalee primarie riconosciuti o quando sono presenti sintomi o segni atipici è giustificato il ricorso ad ulteriori indagini. La tomografia computerizzata (TC) senza mezzo di contrasto è consigliata se vi sono nuovi problemi neurologici, come una diminuzione del livello di coscienza, una debolezza unilaterale, se il dolore è di insorgenza improvvisa e grave o se la persona che ne soffre è sieropositiva. Anche una età superiore ai 50 anni può giustificare la prescrizione di una TAC.

## Trattamento
Due studi distinti effettuati nel 2007 hanno dimostrato che la stimolazione del cervello tramite elettrodi impiantati sembrava in grado di contribuire all'alleviamento del dolore nella cefalea a grappolo.
L'agopuntura è stata valutata per il trattamento del mal di testa cronico sia di tipo tensivo che dell'emicrania. Alcune ricerche, tuttavia, hanno suggerito che i risultati di tale pratica possano essere dovuti all'effetto placebo.
Un unico tipo di trattamento non è comunque solitamente sufficiente per i malati cronici, che possono sperimentare una moltitudine di modi per gestire la condizione. Tuttavia vi sono due tipi di trattamento per le emicranie croniche, ovvero il trattamento acuto abortivo e il trattamento preventivo. Mentre il primo è finalizzato ad alleviare immediatamente i sintomi, il preventivo si focalizza sul controllo delle cefalee croniche. Per questo motivo, il trattamento acuto è comunemente ed efficacemente utilizzato nel trattamento dell'emicrania e il trattamento preventivo consiste nell'approccio usuale nella gestione delle cefalee croniche. L'obiettivo primario del trattamento preventivo è di ridurre la frequenza, la gravità e la durata del mal di testa. Questo tipo di trattamento comporta l'assunzione di farmaci su base giornaliera per almeno 3 mesi e in alcuni casi, per oltre 6 mesi. Il farmaco utilizzato nel trattamento preventivo è normalmente scelto sulla base delle altre condizioni che il paziente presenta. Generalmente, nel trattamento preventivo, l'assunzione del farmaco inizia al dosaggio minimo aumentandolo gradualmente fino a quando il dolore non viene alleviato o fino all'eventuale comparsa degli effetti collaterali.
A oggi, solo l'amitriptilina, la fluoxetina, il gabapentin, la tizanidina, il topiramato e la tossina botulinica di tipo A (BoNTA) sono ritenuti validi trattamenti di profilassi per la cefalea cronica quotidiana, in studi di confronto controllati randomizzati, in doppio cieco e controllati con placebo. Il ricorso ad antiepilettici può essere utilizzato come trattamento preventivo della cefalea cronica quotidiana e comprende la prescrizione del valproato.

## Legislazione

### In Italia
La cefalea cronica è riconosciuta in Italia come malattia sociale invalidante. Al 2023 la relativa legge è in attesa dei decreti attuativi.